# Isola Grande
L'Isola Grande, detta anche Isola Lunga o Altavilla, è un'isola posta nel territorio di Marsala, comune italiano del libero consorzio comunale di Trapani in Sicilia.

## Descrizione
È la più grande isola del miniarcipelago delle isole dello Stagnone. La sua formazione, piuttosto recente, ha dato origine alla laguna. Era formata da isolotti rocciosi, che si unirono formando la lunga isola, probabilmente per l'allargamento dei depositi di sale molto sfruttati fin dai tempi dei Fenici. Da una mappa del XVI secolo si evince che era composta da 5 isolette (Frati Janni, Altavilla, Burrone, Sorci e San Todaro) unite da canali.
Vi si trovano oggi alcune saline in stato di abbandono, un bosco e alcune spiagge di sabbia fine. Ospita una delle poche popolazioni esistenti di Calendula maritima.
È possibile raggiungere l'isola seguendo i percorsi trekking o percorrendo a piedi il tratto di mare durante i giorni di bassa marea.

## Storia
- La famiglia Bonanno con Gerardo nel 1492 acquisì il suo primo titolo feudale, ovvero il titolo di barone della salina di Altavilla. La proprietà passò poi a Paola Sabia Ventimiglia che la trasmise tramite matrimonio al suo secondo marito Giovanni Corvino Barrese Centellas e alla sua discendenza Corvino Sabia Ventimiglia.
- Francesco Adragna possedette la salina di Altavilla, nell'isola Grande, avendone ottenuta concessione enfiteutica perpetua irredimibile da Domenico Corvino Caccamo Branciforti principe di Mezzojuso in data 14 aprile 1763 presso il notaio palermitano Gaetano Grimaldi. Di detta salina fu poi investito con il titolo di barone il 23 aprile dello stesso anno.